# Дубасово (Пензенский район)
Дубасово — село в Пензенском районе Пензенской области России. Входит в состав Ермоловского сельсовета.

## География
Село находится в центральной части Пензенской области, в пределах Приволжской возвышенности, в лесостепной зоне, на левом берегу реки Пензы, на расстоянии примерно 52 километров (по прямой) к северо-западу от села Кондоль, административного центра района. Абсолютная высота — 193 метра над уровнем моря.

### Климат
Климат характеризуется как умеренно континентальный, с умеренно холодной продолжительной зимой и относительно тёплым летом. Средняя температура воздуха самого тёплого месяца (июля) — 18,8 °C (абсолютный максимум — 40 °C); самого холодного (января) — −13 — −12 °C (абсолютный минимум — −47 °C). Безморозный период длится от 117 до 133 дней. Среднегодовое количество атмосферных осадков варьируется от 467 до 604 мм, из которых большая часть выпадает в тёплый период.

### Часовой пояс
Село Дубасово, как и вся Пензенская область, находится в часовой зоне МСК (московское время). Смещение применяемого времени относительно UTC составляет +3:00.

## Население
| 1719 | 1747 | 1785 | 1864 | 1877 | 1897 | 1911 |
| ---- | ---- | ---- | ---- | ---- | ---- | ---- |
| 20   | ↗340 | ↘124 | ↗355 | ↗379 | ↗385 | ↘362 |
| 1926 | 1930 | 1939 | 1959 | 1979 | 1989 | 1996 |
| ↗416 | ↗428 | ↘302 | ↘200 | ↘78  | ↘41  | ↘27  |
| 2002 | 2010 |      |      |      |      |      |
| ↘20  | ↗41  |      |      |      |      |      |

### Национальный состав
Согласно результатам переписи 2002 года, в национальной структуре населения русские составляли 95 % из 20 чел.